# Soudage TIG

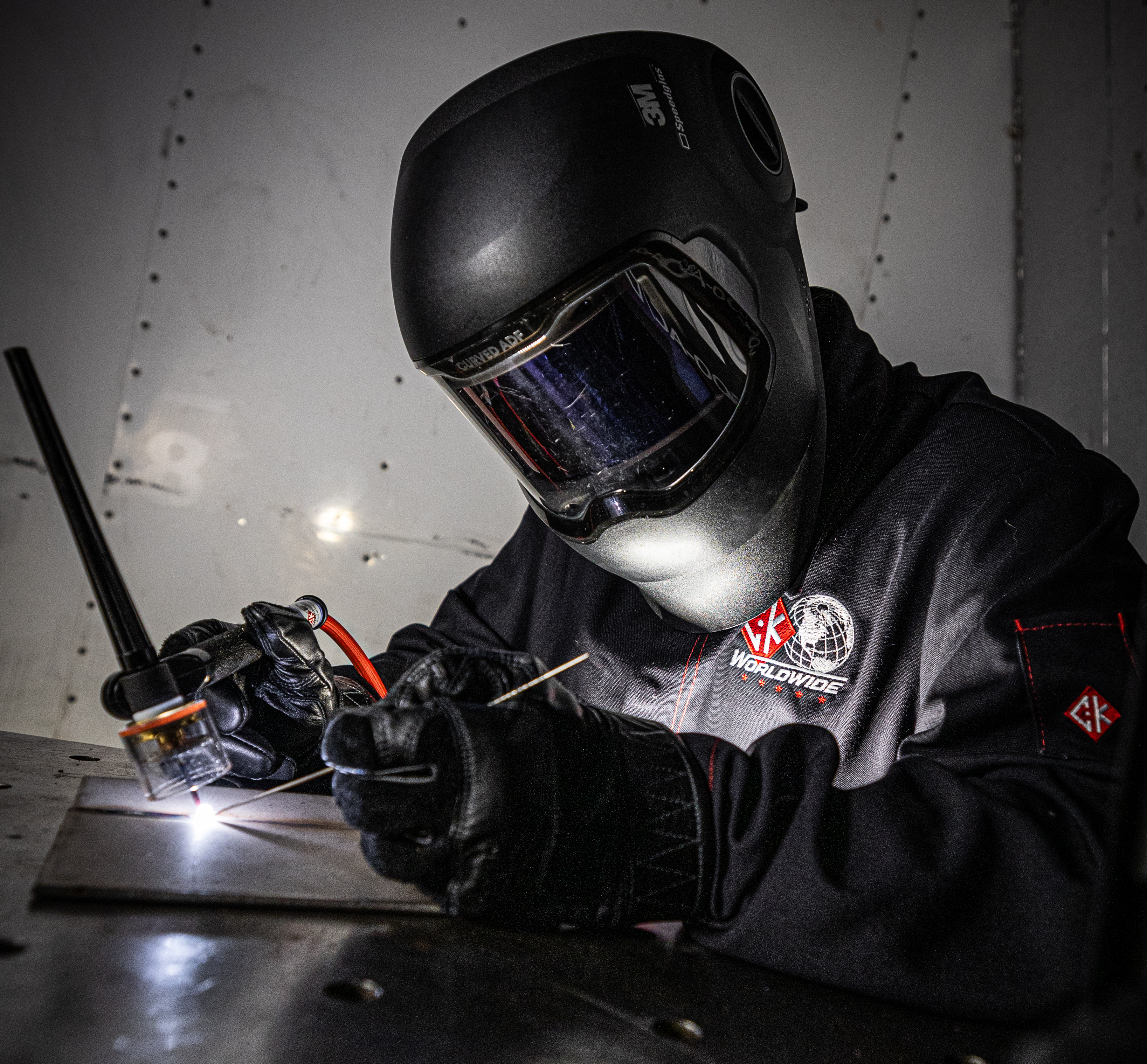
Soudage à l'arc TIG

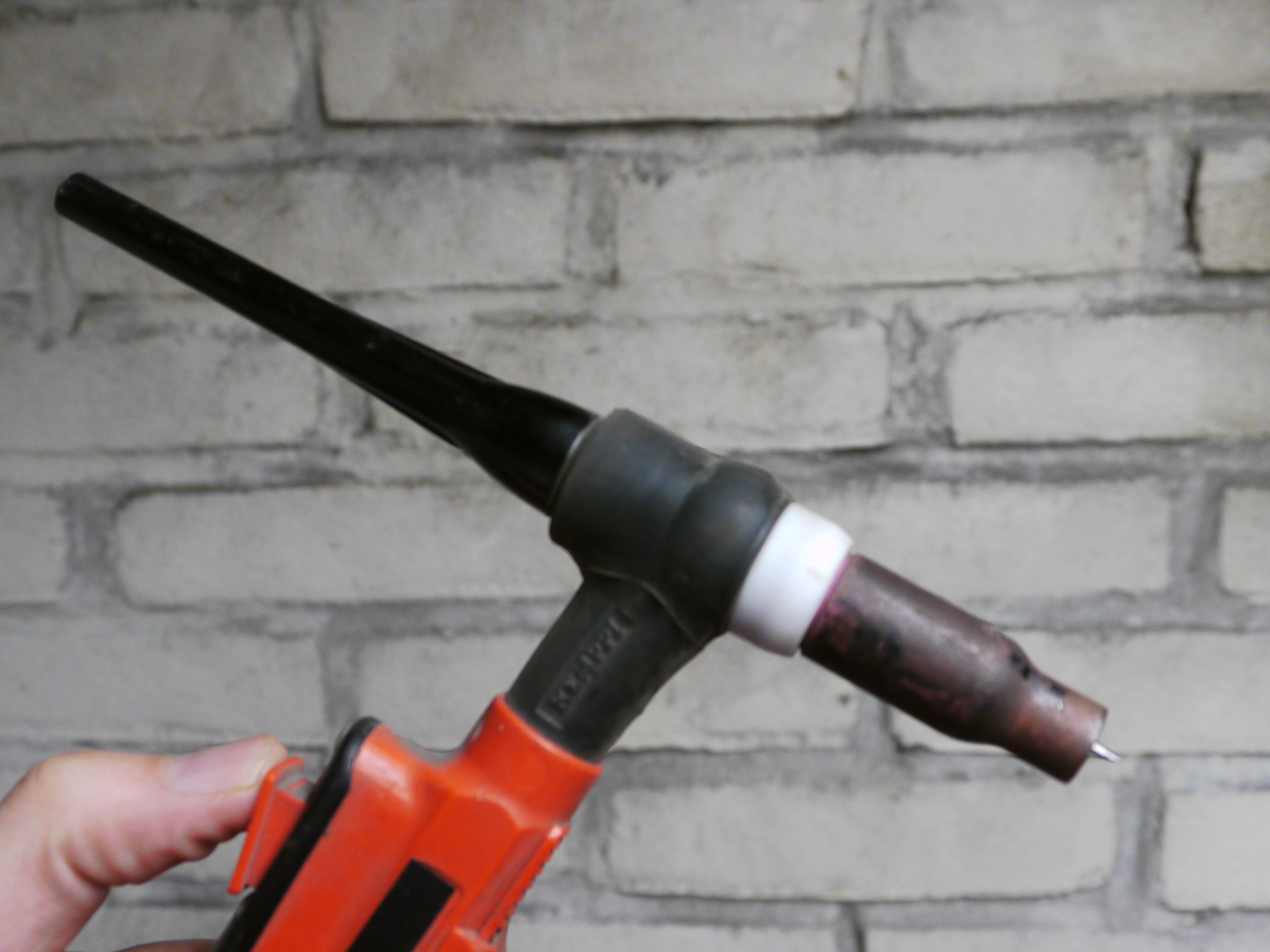
Torche de soudage au TIG

Le soudage TIG est un procédé de soudage à l'arc avec une électrode non fusible, en présence d'un métal d'apport si besoin. TIG est l'acronyme de Tungsten Inert Gas, où Tungsten (tungstène) désigne l'électrode et Inert Gas (gaz inerte) le type de gaz plasmagène utilisé. L'arc électrique se crée entre l'électrode et la pièce à souder qui est protégée par un gaz ou un mélange de gaz rares tels que l'argon et l'hélium. De fait, l’arc électrique remplace la flamme du chalumeau traditionnel. La soudure à l’arc s’appuie sur l’élévation de la température des pièces à assembler jusqu'au point de fusion grâce au passage d’un courant électrique alternatif ou continu.
Le soudage s'effectue le plus souvent en polarité directe (pôle - du générateur relié à l'électrode) pour les métaux et alliages (aciers, inox, cuivreux, titane, nickel...) sauf dans le cas des alliages légers d'aluminium ou du magnésium, où l'on soude en polarité alternée. Il n'est pas possible de souder en polarité inverse (pôle + relié à l'électrode) car cela détruirait cette électrode en la faisant fondre.
L'abréviation donnée par AWS A3.0:2020 est GTAW pour Gas Tungsten Arc Welding.
La norme ISO 4063:2023 définit le préfixe 14 et deux sous-procédés associés :
- ▲
  - 14 Soudage à l'arc sous protection gazeuse avec électrode de tungstène :
    - 141 Soudage TIG avec produit d'apport plein : usage le plus commun
    - 142 Soudage TIG autogène : soudage sans métal d'apport (souvent dans l'industrie agroalimentaire ou pharmaceutique)
    - 143 Soudage TIG avec produit d'apport fourré
    - 145 Soudage TIG avec gaz réducteur et produit d'apport plein
    - 146 Soudage TIG avec gaz réducteur et produit d'apport fourré
    - 147 Soudage TAG (abr. Tungsten Active Gas) : Soudage à l'arc sous protection de gaz actif avec électrode de tungstène

On peut ajouter des variantes comme le soudage ATIG (ou l'on utilise un flux supplémentaire).

## Domaines d'applications concernés
La soudure TIG est une soudure de qualité, grâce à la production d'un arc stable, qui permet de souder les faibles épaisseurs. Elle nécessite une dextérité particulière du soudeur.
Les domaines d'application les plus courants sont :
- L'aéronautique
- L'automobile
- Chaudronnerie et tuyauterie industrielle
- L'agro-alimentaire
- La pétrochimie
- Le pharmaceutique
- La construction naval

## Générateurs et méthodes d'amorçage

Soudage TIG

L'arc électrique permet d'élever la température autour de 3 600 °C, quand la température de fusion du métal à souder se situe à une valeur nettement inférieure (vers 1 740 °C pour l'acier).
Les générateurs utilisés sont des générateurs dont la courbe tension-intensité est de type plongeante, c'est-à-dire que pour une variation de tension dans une plage donnée, l'intensité va peu varier. Ces générateurs peuvent également s'employer pour le soudage à l'électrode enrobée.
Il existe 3 façons d'amorcer l'arc :
1. Par contact (lift-arc) : le soudeur va faire entrer en contact l'électrode avec la pièce à souder puis va éloigner l'électrode afin de « tirer » un arc électrique. Cette méthode peut être utilisée avec tous les générateurs de soudage mais peut créer une inclusion de tungstène. Cette méthode s'emploie uniquement dans des endroits où la HF (haute fréquence) est interdite.
2. Par hautes fréquences : le générateur va créer un arc électrique de faible intensité en appliquant une haute tension (env. 1 000 V) à une très haute fréquence (env. 1 000 000 Hz) entre l'électrode et la pièce. L'ionisation de l'air entre pièce et électrode va permettre la création d'un arc de soudage de forte intensité malgré une tension modeste (environ 20-30 V). Cette méthode d'amorçage a pour inconvénient d'engendrer une pollution électromagnétique de l'environnement immédiat.
3. Par court-circuit (grattage manuel) : L'arc s'amorce en grattant l’électrode sur le matériau. Il est conseillé d'amorcer sur un cuivre afin d'éviter d’abîmer le tungstène et de contaminer la soudure.

## Électrodes Tungstènes

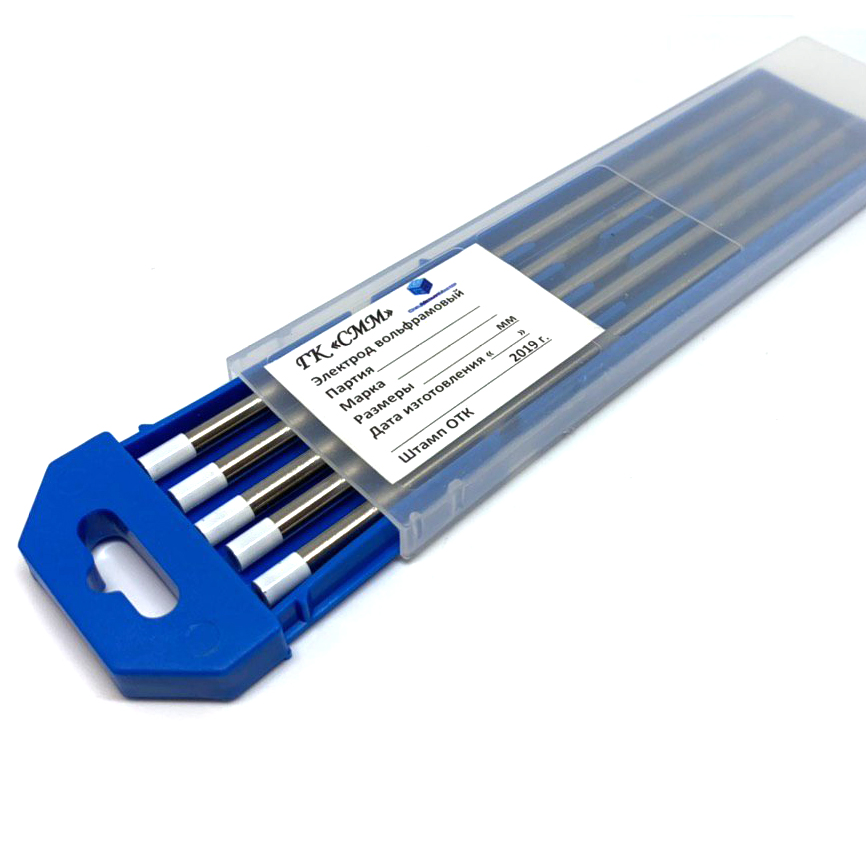
Exemple de conditionnement d'électrodes.

Les électrodes employées sont majoritairement constituées de tungstène (aussi appelé en anglais Wolfram) à plus de 99 % en masse auquel on ajoute des oxydes métalliques pour augmenter l'émissivité électronique de l'électrode et donc le rendement. Ces oxydes sont ceux du thorium (ThO2), du cérium (CeO2), du lanthane (La2O3), du zirconium (ZrO2) ou d'yttrium (Y2O3) finement dispersés dans la phase W. Pour le soudage de l'aluminium, on trouve également des électrodes en tungstène pur.
Étant donné la radioactivité naturelle du thorium, il est probable que, dans le futur, celui-ci disparaîtra du marché en Europe Occidentale. Une électrode de tungstène à 2 % de ThO2 a une activité de 1,3 × 106 Bq kg–1, une électrode avec 2 % de CeO2 descend à 56 Bq kg–1. D'ores et déjà, certaines législations (Belgique, Pays-Bas, etc.) requièrent de traiter les restes d'électrodes et la poussière d'affûtage comme des déchets légèrement radioactifs.
La couleur peinte sur l'extrémité de l'électrode renseigne sur la quantité et la nature d'élément d'addition présent suivant la norme ISO 6848. Un code alphanumérique indique aussi la teneur en oxyde. Par exemple, WTh20 désigne une électrode de W avec 2 % de ThO2.
| ISO Classe | ISO Couleur | AWS Classe | AWS Couleur | Alliage       | Type de courant | Observations |
| ---------- | ----------- | ---------- | ----------- | ------------- | --------------- | --- |
| WP         | Vert        | EWP        | Vert        | tungstène pur | CA              | pour l'Aluminium et ses alliages                                                                                  |
| WCe20      | Gris        | EWCe-2     | Orange      | ~2% CeO2      | CC              | pour l'acier, l'inox, titane (préconisé pour les courants faible)                                                 |
| WLa10      | Noir        | EWLa-1     | Noir        | ~1% La2O3     | CA et CC        | électrode polyvalente le taux de La2O3 augmente la durabilité de l'électrode (préconisé pour les courants faible) |
| WLa15      | Or          | EWLa-1.5   | Or          | ~1.5% La2O3   | CA et CC        | électrode polyvalente le taux de La2O3 augmente la durabilité de l'électrode (préconisé pour les courants faible) |
| WLa20      | Bleu-ciel   | EWLa-2     | Bleu        | ~2% La2O3     | CA et CC        | électrode polyvalente le taux de La2O3 augmente la durabilité de l'électrode (préconisé pour les courants faible) |
| WTh10      | Jaune       | EWTh-1     | Jaune       | ~1% ThO2      | CC              | ☢ intensité élevé poussières radioactives faible contamination pour l'acier, l'inox                               |
| WTh20      | Rouge       | EWTh-2     | Rouge       | ~2% ThO2      | CC              | ☢ intensité élevé poussières radioactives faible contamination pour l'acier, l'inox                               |
| WTh30      | Violet      |            |             | ~3% ThO2      | CC              | ☢ intensité élevé poussières radioactives faible contamination pour l'acier, l'inox                               |
| WTh40      | Orange      |            |             | ~4% ThO2      | CC              | ☢ intensité élevé poussières radioactives faible contamination pour l'acier, l'inox                               |
| WY20       | Bleu        |            |             | ~2% Y2O3      | ?               | pour le titane et matériaux monocristallins, forte pénétration, intensité moyenne à élevé                         |
| WZr3       | Marron      | EWZr-1     | Marron      | ~0.3% ZrO2    | CA              | pour l'Aluminium et le Magnésium arc stable intensité élevé faible contamination                                  |
| WZr8       | White       |            |             | ~0.8% ZrO2    | CA              | pour l'Aluminium et le Magnésium arc stable intensité élevé faible contamination                                  |

Le diamètre d'électrode est compris entre 0,25 et 10,0 mm (0,25 - 0,30 - 0,50 - 1,0 - 1,6 - 2,0 - 2,4 - 2,5 - 3,2 - 4,0 - 4,8 - 5,0 - 6,0 - 6,4 - 8,0 - 10,0).
Les longueurs courantes sont 50 - 75 - 150 - 175 - 300 - 450 - 600 mm.
Pour éviter une usure trop rapide des électrodes lors de l'affûtage manuel, la plupart des fournisseurs de matériel de soudage vendent aussi de petites meules transportables qui garantissent un angle constant avec le minimum de perte de matière. Les électrodes sont affûtées de sorte que les stries d'affûtage soient orientées de la pièce vers l'électrode.

## Gaz de soudage
Dans la majorité des cas, dans l'Union européenne, le gaz employé est de l'argon. Ce gaz neutre permet d'éviter l'oxydation instantanée lors de la fusion du métal soudé. Il est aussi influent sur la création de l'arc à l'amorçage (plus facile sous argon car sa tension d'ionisation est plus faible que celle de l'hélium), la forme du cordon, la vitesse de soudage (les vitesses élevées sont plutôt réservées aux mélanges majoritaires en hélium). Cependant, aux États-Unis, les gisements d'hélium étant plus abondants, ce gaz est plus utilisé. Bien qu'il rende l'amorçage plus difficile, l'hélium élève la tension d'arc et par conséquent permet une pénétration et une vitesse de soudage plus importante.
Pour les aciers inoxydables austénitiques, l'utilisation de mélanges binaires argon et hydrogène améliore la productivité en augmentant la pénétration et les vitesses de soudage.

## Métal d'apport
Le métal d'apport est constitué d'une tige de diamètre variable dont la composition se rapproche du métal que l'on soude. Comme son nom l'indique, ce métal fusionne avec l'arc et constitue un ajout de matière lors de la formation du cordon de soudure. Les métaux d'apport les plus utilisés sont :
- ER5356 ou S Al 5356 pour l'aluminium,
- ER316L ou W 19 12 3 L pour les aciers inoxydables austénitiques,
  - ER309L pour souder de l'acier inoxydable à de l'acier doux et moyennement résistants (soudure hétérogène)[5],
- ER70S-3 ou W 42 5 W3Si1 pour les aciers au carbones courants,
- TA6V pour le titane,

## Défauts rencontrés
- Inclusions de tungstène liées à la dextérité du soudeur cf.Équipe de soudeurs.
- Porosités (manque de protection gazeuse).
- Collages et manques de pénétration.
- Excès de pénétration.
- Oxydation si mauvaise protection gazeuse, notamment à l'envers des soudures à pleine pénétration (« rochage »).
- Morsures (caniveaux localisés).
- Caniveaux (puissance de soudage trop élevée par rapport à l'épaisseur de la pièce à souder).
- Concavité ou convexité (manque de matière fondue ou excès de matière fondue).
- Défaut angulaire.
- Défaut d'alignement.

## Qualité du soudage TIG
La qualité visuelle d'une soudure TIG est excellente, le procédé convient à tous les métaux. Un gaz de protection envers (cas du soudage d'acier inox) voire une boîte à gants ou un traînard (cas du soudage du titane) peuvent être nécessaires pour prévenir toute oxydation à haute température (voire rochage pour l'inox). La compacité de la torche permet de souder dans des endroits difficilement accessibles pour d'autres procédés, bien que le procédé du soudage à l'arc soit plus compact encore.

## Automatisation du soudage TIG
Le procédé nécessite une bonne dextérité du soudeur (pour certains assemblages l'électrode est à 0,25 mm de la pièce). Néanmoins il existe des installations semi-automatiques où l'apport de métal est réalisé par un dispositif annexe. Le métal d'apport sous forme de bobine (bobine au même format que celles utilisées en Soudage MIG-MAG) est amené à travers une gaine, puis une canne qui le présente devant l'électrode. Différents systèmes existent permettant de reproduire l'amenée du fil manuelle par un mouvement de cadençage. Le TIG peut également être complètement automatisé au travers d'installations robotisées.

## Variantes du procédé pour soudure sur tubes

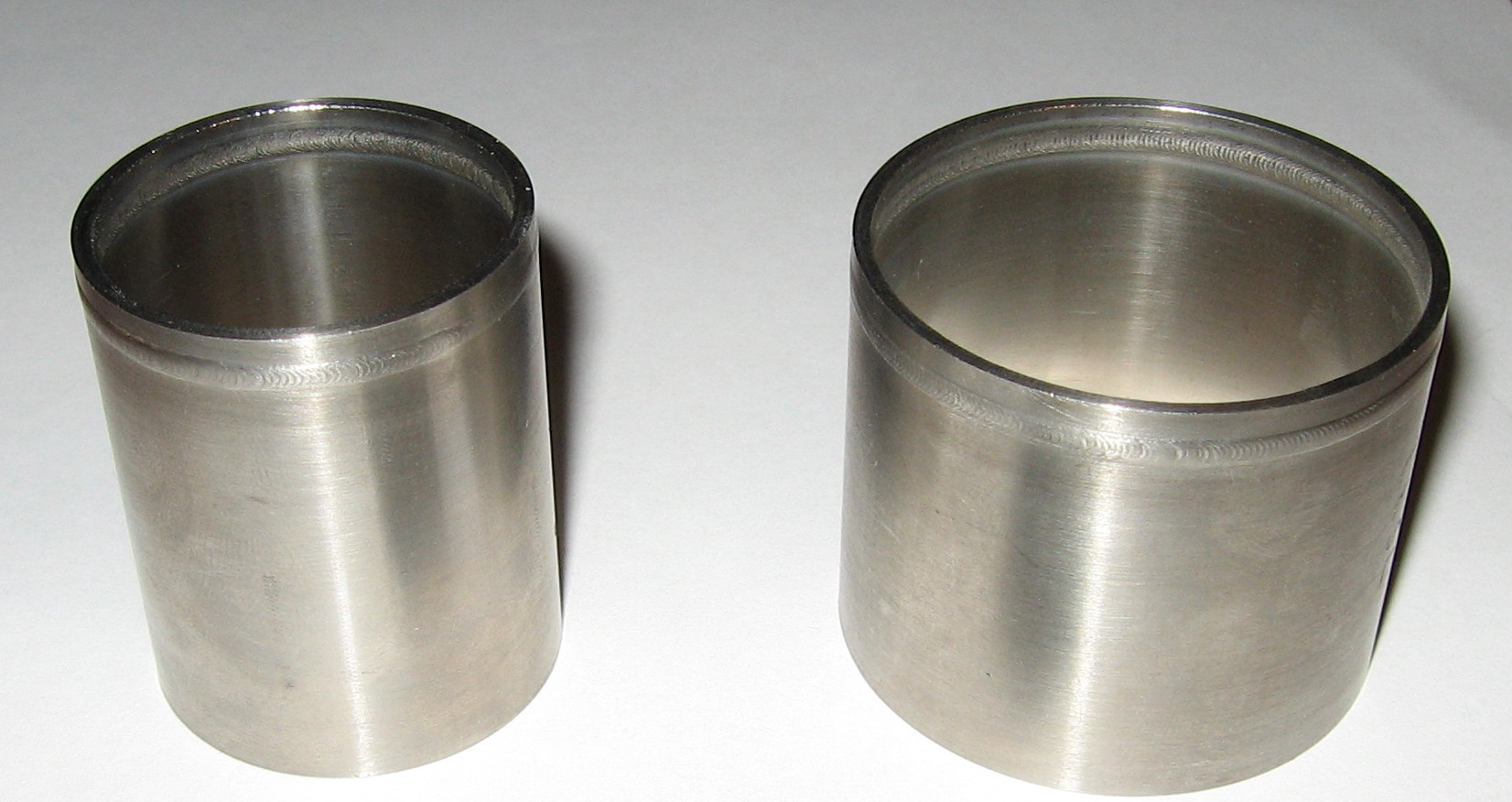
Échantillon de soudure orbitale TIG sur acier inoxydable.

- Soudage TIG orbital : c'est un cas où le soudage s'automatise très facilement. En effet, la torche est mobile et la pièce fixe, ce procédé est particulièrement bien adapté au soudage des tubes. La soudure « en position » en est aussi grandement facilitée.

Pour la soudure TIG automatisée orbitale pour tuyauterie d'acier inoxydable, plusieurs facteurs influent sur la répétitivité. On pourrait nommer : la forme que l'on donne au tungstène, la pression du gaz de purge à l'intérieur de la tuyauterie, la pureté du gaz de purge, la préparation des surfaces lors de la coupe, etc. Comme pour toute soudure ou brasure, la préparation des surfaces est primordiale pour obtenir une soudure de qualité. Les pièces (tuyaux ou tubes) destinées à être jointes doivent être coupées très droites et la propreté est essentielle. Habituellement les surfaces à être soudées sont préalablement nettoyées avec de l'acétone ce qui réduit sensiblement la possibilité d'avoir de la décoloration.

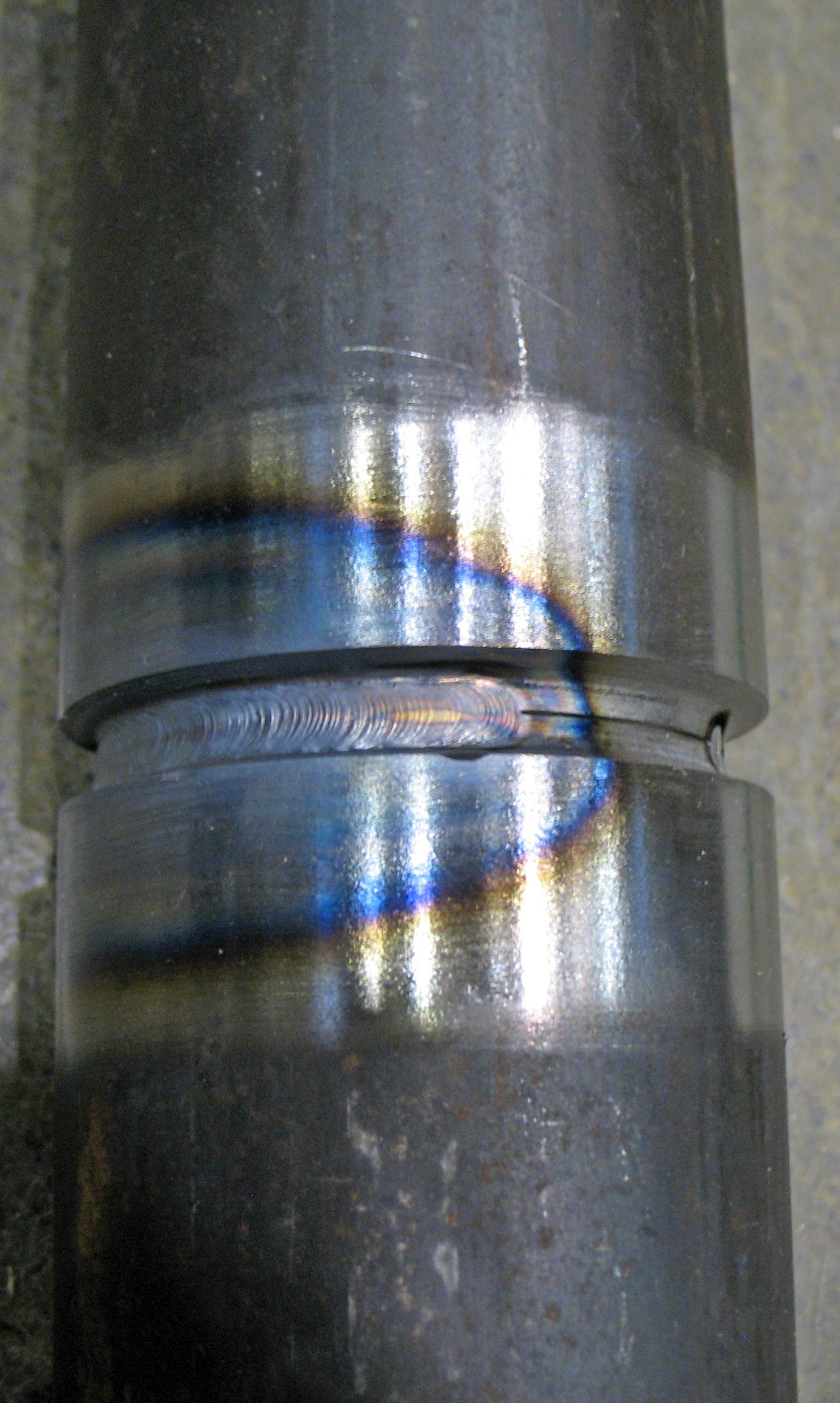
Soudage partiel au TIG orbital d'un tube acier Sch 80, avec bouts de tube préparés en J

Ce type de soudure est utilisé pour les tubulures des gaz purs de l'industrie des semi-conducteurs, pour l'eau pure (eau pour injection, par exemple) de l'industrie pharmaceutique et aussi dans l'industrie nucléaire. De plus en plus, même l'industrie alimentaire se tourne vers ce type de soudage relativement peu coûteux et qui donne d'excellents résultats.
Le gaz de purge (argon) peut être mélangé avec de l'hydrogène (5 ou 10 %) pour obtenir deux résultats distincts qui dépendent de but recherché. Lorsque l'on veut réduire la zone affectée par la chaleur (ZAT) (heat-affected zone ou HAZ), l'apport d'hydrogène permet de réduire d'environ 25 % la quantité d'énergie requise parce que l'hydrogène a la propriété de concentrer le faisceau d'électrons émanant du tungstène et ainsi de réduire la largeur du cordon de soudure. La surface fusionnée est moindre.
L'autre possibilité lors de l'ajout d'hydrogène est simplement de conserver le même apport d'énergie que l'on utiliserait avec de l'argon à 100 % et d'augmenter la vitesse de rotation du même 25 % que supra. Ceci est évidemment un excellent gain de productivité.

## Variante
- Soudage ATIG : Ce procédé est une variante du soudage TIG dans laquelle un flux tensio-actif est ajouté sur le joint avant soudage. Ce flux modifie la convection dans le bain de fusion et permet d'atteindre de plus grandes profondeurs de pénétration pour un même apport calorifique.

### Normes et standards
1. ↑  AWS, « AWS A3.0M/A3.0:2020 » [archive] , sur Normadoc, 2020 (consulté le 21 mars 2024)
2. ↑  ISO, « Soudage et techniques connexes : Nomenclature et numérotation des procédés » , sur Organisation internationale de normalisation, 2023 (consulté le 21 avril 2024)